# Neue Pfarrkirche Johannes der Täufer (Vandans)
Die Neue Pfarrkirche Johannes der Täufer ist eine römisch-katholische Kirche in Vandans im Montafon, Bundesland Vorarlberg. Die zugehörige Pfarre gehört zum Dekanat Montafon im Bistum Feldkirch.

## Beschreibung
Die Kirche wurde im Südosten der Alten Pfarrkirche, am anderen Friedhofsende, im Jahre 1959 nach den Plänen der Architekten Hans und Ingo Feßler errichtet und im Jahre 1960 geweiht. Der Grundriss der Kirche bildet ein Achteck und wird zeltartig von einem hohen Satteldach abgeschlossen. Die Wände werden von farbigen Betonglasfensterschlitzen lamellenartig strukturiert. Bemerkenswert für die damalige Planungszeit war die Anordnung eines frei umschreitbaren Altars, leicht erhöht, und auch der Kirchenboden weist zum Altar hin eine leichte Erhöhung auf. 
Ein Seitentrakt mit Nebenräumen bildet die Verbindung zum Kirchturm, der durch seine schlanke Form und den Abstand zum Kirchengebäude an einen Campanile erinnert. In ihm hängen vier Glocken (Schlagtöne cis / e / fis / a), von denen drei aus der alten Kirche nebenan stammen. Alle Glocken wurden von der Glockengießerei Grassmayr (Innsbruck) gegossen, und zwar in den Jahren 1954 (cis), 1967 (e), 1950 (fis) und 1924 (a).

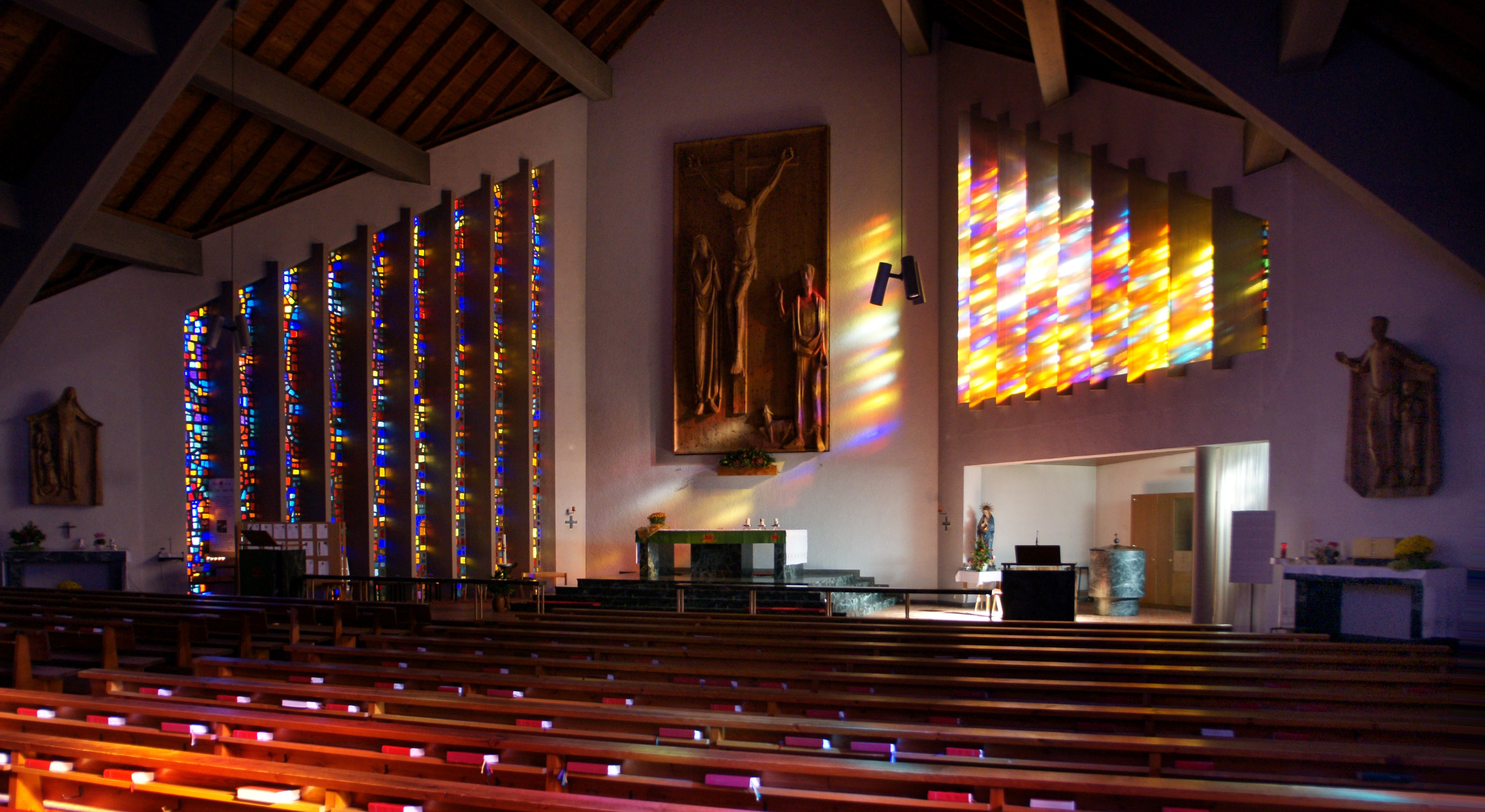
Innenblick zur Altarwand, noch ohne Oberlichtdachfenster (2008)

An der Altarwand befindet sich ein Kruzifix als Relief mit den hll. Maria und Johannes vom Bildhauer Josef Baumgartner. 
Die Orgel auf der Empore im hinteren Teil der Kirche aus dem Jahr 1961 ist das Opus 4109 der Orgelbaufirma Walcker. Sie hat einen Umfang von 19 Registern auf zwei Manualen und Pedal.
Bei der Kirche steht ein Kriegerdenkmal Hl. Sebastian des Bildhauers Emil Gehrer aus dem Jahre 1960.